# Dong-gu (Busan)
Dong-gu (Hangul: 동구, Hanja: 東區) is een stadsdeel (gu) van de Zuid-Koreaanse stad Busan. Dong-gu heeft een oppervlakte van 9,77 vierkante kilometer en telde in 2008 ongeveer 102.764 inwoners. In dit stadsdeel staat Station Busan.
Het stadsdeel bestaat uit de volgende buurten (dong):
- Choryang-dong
- Sujeong-dong
- Jwacheon-dong
- Beomil-dong

Buk-gu · 
Busanjin-gu · 
Dong-gu · 
Dongnae-gu · 
Gangseo-gu · 
Geumjeong-gu · 
Gijang-gun · 
Haeundae-gu · 
Jung-gu · 
Nam-gu ·
Saha-gu · 
Sasang-gu · 
Seo-gu · 
Suyeong-gu · 
Yeongdo-gu · 
Yeonje-gu